# ホスニー・ムバーラク
ムハンマド・ホスニー・ムバーラク（アラビア語: محمد حسني مبارك, ラテン文字表記: Muhammad Husnī Mubārak, 1928年5月4日 - 2020年2月25日）は、エジプトの軍人、政治家。日本ではムバラクと表記されることが多い。
共和政エジプト第4代大統領（第2代エジプト・アラブ共和国大統領）として約30年にもわたる長期政権を維持したが、2011年の革命によって失脚した。

## 生涯

### 生い立ち・軍人へ
ミヌーフィーヤ県のカフル・エル・ムスリフ村に生まれた。父は小さな地主で、県の法務局で働いていた。父はムバーラクにカイロ大学へ進学することを勧めていたが、1948年の第一次中東戦争が状況を変えた。戦後、アラブ軍の無能力が明らかになり、有能な人材を集めるために中産階級にも将校への道が開かれた。ムバーラクは飛行士の道を進み、1949年に士官学校を優等で卒業した。
士官学校卒業後はシナイで勤務し、その後は空軍士官学校の教官となった。1956年、第二次中東戦争に従軍。1959年2月から1961年6月までソビエト連邦で訓練を受け、各種ソ連機の操縦に習熟した。
1959年、Tu-16爆撃機の飛行隊長に任命され、数年後、旅団長となった。1962年に北イエメン内戦が勃発すると、ムバーラクも派遣部隊に編入され戦闘行動に参加した。1964年から1965年にかけてソ連のフルンゼ軍事大学で将校教育も受けた。
1967年の第三次中東戦争でエジプト空軍は事実上壊滅した。戦後、ムバーラクはカリュービーヤ県ビルベイスの軍大学校長に任命され、パイロット数の増員、訓練期間の短縮（4年から2年）という課題が与えられた。この成果が当時のガマール・アブドゥル＝ナセル大統領に認められ、1969年、空軍大将に昇進しエジプト空軍参謀長に任命された。アンワル・アッ＝サダト政権発足後の1972年、空軍司令官兼国防次官に就任。
1973年の第四次中東戦争ではイスラエル軍防衛陣地への電撃作戦で戦局を有利に導き、国民的英雄となった。戦後、最高勲章である「シナイの星」勲章を授与され、空軍元帥に昇進した。

### 大統領へ
第四次中東戦争の緒戦における電撃作戦の功績を、サダト大統領に評価されたムバーラクは1975年4月に副大統領に任命され、1976年3月のサダト大統領によるソ連との友好協力条約の破棄により、供給されなくなったソ連製航空兵器のスペアが必要となったことを受けて翌4月に中ソ対立を起こしていた中華人民共和国を訪れて国家主席の毛沢東と会見して中国製の戦闘機F-6や爆撃機H-6などを獲得し、代わりにエジプトからはソ連製戦闘機のMiG-23などが中国に引き渡された。

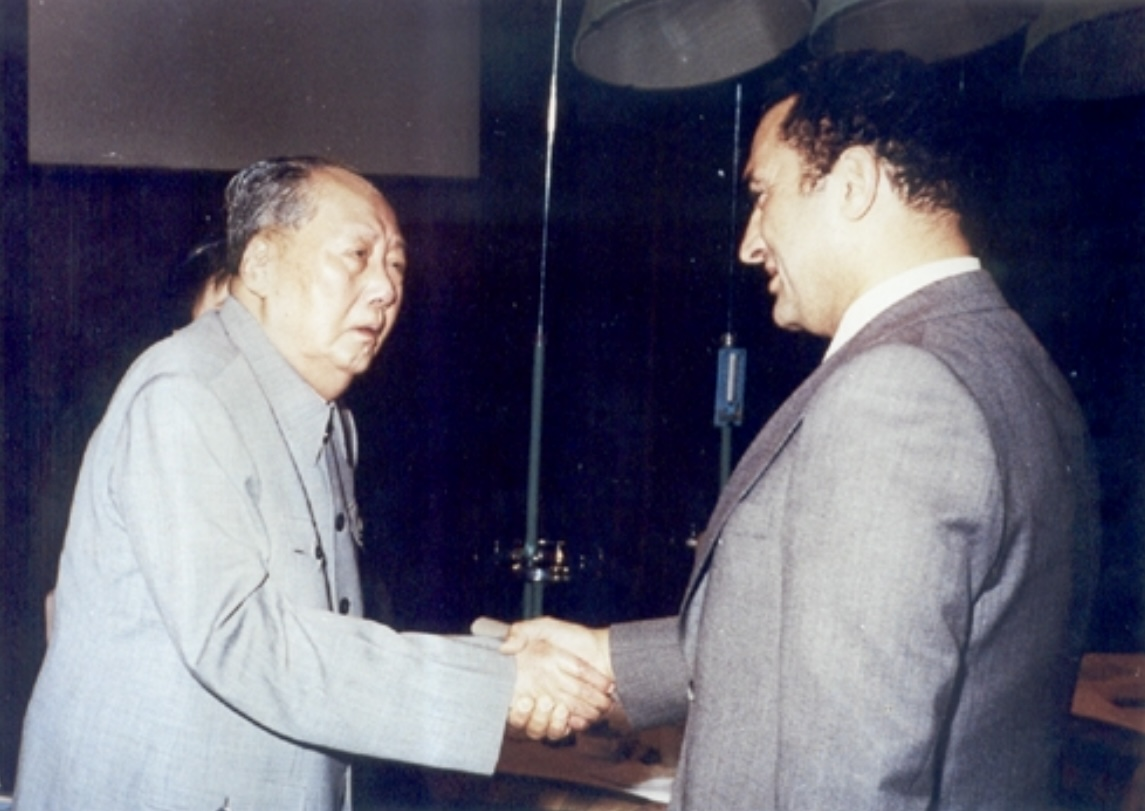
北京で毛沢東と会見するムバーラク（1976年）

1978年には、アラブ社会主義同盟に代わって創設された国民民主党の副総裁となり、サダト大統領の後継者として有力視されるようになる。しかし、1981年10月6日にサダト大統領が暗殺されたことを受け、10月14日に後継の大統領に就任、1982年には国民民主党総裁に正式に就任した。以来約30年間、安定政権を維持し続け「現代のファラオ」と呼ばれた。
大統領に就任したムバーラクは、サダトの親米・親イスラエル路線を継承し、イスラエルとパレスチナの中東和平交渉では両者の調停役として尽力した。イスラエルとの交渉の結果、1982年4月には第三次中東戦争でイスラエルに奪われたシナイ半島の返還を実現している。
冷戦期のムバーラクの外交路線は基本的に西側寄りであるが、サダト時代に摩擦を起こした東側・アラブ諸国との外交関係の修復に努め、1984年にソ連と関係正常化し、1990年にはアラブ連盟への復帰に成功した。冷戦終結後は1989年に湾岸協力会議に対抗してイラクのサダム・フセイン、イエメンのアリー・アブドッラー・サーレハ、ヨルダンのフセイン1世とアラブ協力会議を結成するも、1990年の湾岸戦争でヨルダンやイエメンが前述の関係からイラクとの戦争に反対する中で8月にカイロでアラブ連盟緊急首脳会議を開いてイラク非難決議を強行し、1991年1月はアメリカ・サウジアラビアを中心とする多国籍軍へのエジプト軍の参加を決定した。また、かつてともにソ連に留学してカイロで訓練を受け、イラクと対立してるシリアのハーフェズ・アサドによるシリア軍の参戦決定にも貢献したとされる。ムバーラクはアサド、サウジ国王ファハド・ビン＝アブドゥルアズィーズと親密な間柄を築いた。
2001年9月11日のアメリカ同時多発テロ事件ではアメリカへの支持を表明し、イスラム過激派の取り締まりにも積極的であった。こうした親米・親イスラエル路線は欧米諸国の高評価につながり、ムバーラクが2000年以降、外貨導入を積極的に図ってエジプトの国内総生産の一定的な成長を達成し得る一因となった。
一方、ムバーラクはサダトの暗殺を契機に大統領就任当初からエジプト全土に非常事態宣言を発令し続け、強権的な統治体制を敷いた。長期にわたる強権体制の結果、政権の要職はムバーラクの腹心で固められて人事は硬直し、貧富の差も固定化していった。このような親米・親イスラエル路線、そして独裁政治は、自由を制限された貧困者層による批判の対象となり、ムバーラクは何度かイスラム主義者による暗殺未遂事件に見舞われた。
2005年には、2006年1月に自国開催されるアフリカネイションズカップ（ANC）を自身の政権強化に利用するため、サッカーエジプト代表のチーム合宿を定期的に訪問し、対外試合の勝利後は空港で選手団を出迎えるようになった。ANCでエジプトは4大会ぶりの優勝を飾り、ムバーラクの人気低迷を抑える一助となった。
それからしてムバーラクの支配が長期化すると、自身が高齢になる一方、万一に備えて次男で国民民主党政策委員長のガマール・ムバーラクに大統領職を譲り、世襲させるのではないかという予測が広まっていった。
2010年3月には訪問したドイツで痛みを訴え検査した結果、胆嚢に炎症が起きていたために摘出手術を受けるなど体調は優れなくなっていったが、同年12月には「国民生活の向上こそ最も大切な仕事」と述べ引退撤回を示唆し、政権継続の意思を表明した。

### 政権の終焉
2011年1月に発生したチュニジアでのジャスミン革命の影響を受け、ムバーラクの長期独裁に対する国民の不満はついに爆発し、同年1月25日よりムバーラクの辞任を求める暴動が断続的に発生した。ムバーラクはアフマド・ナズィーフ内閣を総辞職させて国民の不満を逸らせようとする一方、自身の退陣は拒否した。しかし、首都カイロでのデモが拡大すると、ムバーラクは2月1日夜に行った国営テレビでの演説で、同年9月に予定されている次期大統領選挙への不出馬を表明し、政権の歴史は30年で終止符が打たれることになった。さらに2月10日には、大統領職の即時辞任は否定したものの、大統領権限をオマル・スレイマン副大統領に移譲する考えを表明した。だが、野党勢力はあくまでも大統領の即時辞任を求める姿勢を崩さず、権限委譲表明の翌日の2月11日、スレイマン副大統領より国営テレビを通じ、ムバーラクの大統領辞任が発表された。権限委譲など野党勢力に対して譲歩を示したものの、最終的には内外から高まる辞任圧力に抗しきれなかったものと見られている。
ムバーラクの大統領在職中、ムバーラク一家は欧米に無数の不動産や銀行口座を保有し、資産総額は世界一の約700億ドル（約5兆8400億円）とも言われた。政変を受けてスイス銀行（スイス政府）は2月11日、国家資産が横領されるのを防ぐため、一家の銀行口座と不動産を対象に3年間資産を凍結することを決定した。
4月12日より一連の騒動でのデモ隊に対する暴力行為への関与、さらに不正蓄財の容疑で検察による取り調べが開始されたが、その最中にムバーラクは心臓発作を起こし入院した。ムバーラクは大事には至らず、翌13日には身柄を息子二人と共に拘束された。2012年1月5日の公判では革命のさなかデモ隊の殺害に関与したとして死刑を求刑され、6月2日、終身刑を言い渡された。
2012年6月11日、ムバーラクが収監されているカイロ郊外のトラ刑務所で健康状態が悪化していると伝えられた。6月19日には刑務所からカイロ市内の軍の病院に移送された後、意識不明の重体になったことが伝えられたものの、その後体調が回復し、7月16日には刑務所への再収監が決定した。
2013年1月13日、エジプトの最高裁判所は終身刑の判決を覆し、裁判のやり直しを命じた。同じく終身刑の判決を下されていたアドリ元内相や、無罪とされていた9人の共同被告人についても裁判のやり直しを命じた。
2013年8月22日午後、ムバーラクは収監先の刑務所からカイロの南部・マーディにある軍病院にヘリコプターで移送された。勾留先には支持者が集まり、出所を歓迎した。
2014年11月29日に事実上の無罪となる公判棄却の判決が言い渡された。この時のエジプトの大統領であるアブドルファッターフ・アッ＝シシも、ムバーラクと同じ軍出身者であり、ムバーラクの無罪判決は軍政回帰した事を内外に印象づけた。ただし、ムバーラクは無罪判決となった事件とは別に公金を横領した罪で禁錮3年の判決を受けているため、引き続き拘束された。
2017年3月2日、ムバーラクは最高裁でのやり直し裁判で無罪判決を言い渡された。公金を横領した罪で禁錮3年の判決についてはこの時点で刑期は既に終了している。

### 死去
2020年2月25日、エジプト国営放送がムバーラクの死去を報じた。91歳没。ムバーラクの葬儀は26日、カイロにあるイスラム教の礼拝施設でエジプト軍の主催のもと営まれ、親族のほかエジプトのシシ大統領や政府高官などが参列した。

## 逸話
- ムバーラクはエジプトの保養地であるシャルム・エル・シェイクをお気に入りの地としている。大統領在任時代に休暇をこの地で過ごすほか、閣僚を呼び寄せて政務を執ったり各国の首脳会議をこの地で行ったりすることもあった。また辞任後の逃亡先もこの地に定めた。
- 政権時代、パレスチナのガザ地区やカイロの地下鉄には、ムバーラクの名を冠した病院や駅があった。